# Sthen Jacobsen
Sthen Jacobsen (født 1642, i Kogerød, Skåne – 1696) var en dansk forfatter og præst i Kogerød og Stenested sogne.
Han deltog som ung student i København 1659-60 under den svenske belejring og storm på København. Jacobsen skrev omkring 1680 på dansk Den Nordiske Kriigs Krønicke, der blev Skånelandenes sidste bidrag til den danske litteratur.
Den udkom først i 1897 ved Martin Weibull. Sthen Jacobsen havde som skånsk præst ikke mulighed at få en bog udgivet i Danmark, selv om den var skrevet på dansk. Endnu værre havde det været, hvis han havde forsøgt få den trykt i Sverige. Det ville sandsynligvis medført hans afsættelse som præst. 
Bogen er også en objektiv granskning af Skånske Krig og derfor fyldt af kritiske kommentarer rettet mod både dansk og svensk side, som næppe ville gøre det nemmere at få bogen publiceret. I stedet gemte Sthen Jacobsen sit manuskript, og ad mærkelige veje havnede det i Uppsala Universitetsbibliotek, hvor det først i slutningen af 1800'erne blev fundet af Martin Weibull som lod værket trykke.
Weibull afslutter sit forord i bogen: "Och så blef den liggande, till dess efter två århundradens hvila, just på sjelfva hans dödsår, hans bok begynte tryckas för att, sänd öfver Öresund, blifva en vänlig skänk till Danmark från det gamla Skåneland."